# 710
| [ Edytuj tabelę ]          |                                                 |
| Cesarz Bizancjum           | - 705 Justynian II Rhinotmetos 711              |
| Chan Bułgarii              | - 701 Terweł 721                                |
| Cesarz Chin                | - 705 Tang Zhongzong 710 - 710 Tang Ruizong 712 |
| Król Essexu                | - 709 Saelred 746                               |
| Król Franków               | - 695 Childebert III 711                        |
| Cesarz Japonii             | - 707 Gemmei 715                                |
| Kalif                      | - 705 Al-Walid I 715                            |
| Król Kentu                 | - 692 Wihtred 725                               |
| Patriarcha Konstantynopola | - 705 Cyrus 711                                 |
| Król Longobardów           | - 701 Aripert II 712                            |
| Król Mercji                | - 709 Ceolred 716                               |
| Król Nortumbrii            | - 705 Osred 716                                 |
| Papież                     | - 708 Konstantyn 715                            |
| Doża Wenecji               | - 697 Paoluccio Anafesto 717                    |
| Król Wessexu               | - 688 Ine 726                                   |
| Król Wizygotów             | - 701 Wittiza 710 - 710 Roderyk 711             |

Rok 710 / DCCX
stulecia: VII wiek ~
VIII wiek ~
IX wiek

lata: 700 «
705 «
706 «
707 «
708 «
709 «
710
» 711
» 712
» 713
» 714
» 715
» 720

## Wydarzenia
- Azja
  - Heijō-kyō, obecnie Nara, zostało stolicą Japonii
  - Początek budowy wielkiego meczetu w Damaszku
- Europa
  - początek podboju Hiszpanii przez muzułmanów

## Zmarli
- Śikszananda – misjonarz buddyjski i tłumacz działający w Chinach (ur. 652).
- Święty Adrian z Canterbury
- 3 lipca - Tang Zhongzong, cesarz Chin z dynastii Tang (ur. 656)